# Pelo
Pelos (pré-AO 1990: pêlos) são apêndices queratinizados filiformes e coniformes da pele dos mamíferos que possuem diversas funções, entre as principais estão a termorregulação, a camuflagem e a comunicação. No homem a principal função está ligada a proteção da luz solar direta e também a de diminuir fricção nas axilas e partes íntimas.

## Desenvolvimento

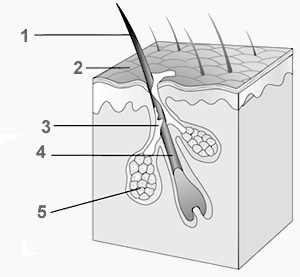
1. Pelo
2. Superfície da pele
3. Sebo
4. Folículo piloso
5. Glândula sebácea

Os pelos de mamíferos são uma estrutura queratinizada de origem epidérmica. O folículo piloso é constituído por componentes epiteliais e mesenquimais. O seu desenvolvimento é convencionalmente dividido em três etapas: indução, morfogênese e diferenciação. Durante o estágio de indução, o placode (fase embrionária inicial no desenvolvimento de um órgão) epidérmico aparece primeiro como um espessamento da epiderme. Simultaneamente, ocorre a agregação das células mesenquimais (células indiferenciadas da mesoderma que origina uma espécie de tecido conjuntivo inicial) que se dá abaixo do placode. Após o espessamento, o placode epidérmico cresce em direção a derme (que está abaixo da epiderme) para iniciar a formação do germe capilar.
No estágio de morfogênese, os agregados mesenquimais condensam-se para formar as papilas dérmicas (na qual, acredita-se que controle a formação de pelos). O germe capilar se reorganiza para envolver a papila dérmica resultando em uma cavilha para o pelo em direção ao interior da derme. A parte inferior da cavilha se transforma na matriz do pelo que começa a formar a bainha radicular interna (BRI), enquanto a parte periférica da base e a parte superior da cavilha se transformam na bainha radicular externa (BRE). A BRE é contínua com a epiderme na superfície da pele e se estende para baixo até o bulbo do folículo piloso.
Por fim, durante o estágio de diferenciação, a proliferação de células na matriz do pelo formam as fibras capilares que formará a haste do pelo. A haste do pelo aparece como uma proeminência distinta na porção superior da BRE, na qual esta região abriga células-tronco. A haste do pelo continua a crescer até se projetar acima da superfície da pele.
Em porção transversal podemos distinguir três regiões no folículo piloso: a medula, o córtex e a cutícula. A medula é a região germinativa que começa o processo de queratinização que formará a haste dentro do folículo. Já na região do córtex temos a presença de melanócitos que dão cor ao pelo. Já a região da cutícula é uma porção escamosa do pelo.
 

Os cromatóforos no córtex do pelo contribuem com grânulos de pigmento para a haste do pelo, conferindo-lhe cor. À medida que os seres humanos (e muitos outros mamíferos) envelhecem, seus pelos ficam cinzentos, perdendo sua cor original. Isso ocorre porque as células tronco especiais responsáveis pela cor dos pelos dentro do folículo piloso começam a morrer. No início da vida, essas células-tronco se
diferenciam em melanócitos especializados que elaboram os pigmentos dos pelos e da pele. Porém, conforme cada indivíduo envelhece, essas células morrem, eliminando uma fonte de pigmentos e deixando a haste do pelo sem acréscimo de cor, de modo que ela permanece apenas com sua cor acinzentada ou prateada intrínseca.
Ao longo do crescimento da haste, o pelo segue um ciclo de atividade em três estágios: crescimento, degeneração e repouso. Durante o crescimento, há proliferação ativa de células na base do folículo piloso, produzindo o acréscimo sucessivo à haste do pelo, que emerge e continua a se alongar. No final do estágio de crescimento, as células produtoras de pelo se tornam inativas e morrem, entrando no estágio de degeneração. Em seguida, o folículo entra no estágio de repouso, que pode durar várias semanas ou meses. Por fim, as células-tronco na papila produzem um novo folículo e o estágio de crescimento recomeça. Mais ou menos ao mesmo tempo, a haste do pelo antigo cai e é substituída pela haste nova em crescimento.

## Composição química
De modo geral, os pelos são filamentos delgados de queratina que se formam pelo processo de queratinização. No qual, possui duas porções: a raiz e a haste. A raiz de um pelo se encontra imersa na derme, já a porção da haste se projeta acima da superfície da pele. Os principais constituintes da haste de um pelo são as queratinas e as proteínas associadas à queratina. As alfas-queratinas são as principais proteínas estruturais dos pelos - mamíferos não possuem beta-queratina, pois houve a perda de tecido beta-queratogênico no grupo de amniotas basais que deram origem a linhagem dos mamíferos.
Dentro dessas, temos também famílias de queratinas do tipo I (ácidas) e do tipo II (básicas), com diversas combinações que são expressas em uma ampla variedade de epitélios. As queratinas do tipo I e do tipo II se ligam formando uma estrutura helicoidal por ligação de seus domínios centrais. Por meio de interações hidrofóbicas e iônicas, esses dímeros realizam, em última análise, a formação de filamentos intermediários. 
Além disso, queratinas de pelos contêm numerosos resíduos de cisteína, que são usados para formação de pontes dissulfeto intermoleculares durante o endurecimento do eixo do pelo.
Tecidos duros, como pelos, unhas e garras, contêm alfas-queratinas com alta porcentagem de trico-hialina e outras proteínas associadas, particularmente proteínas com alto teor de enxofre, que aumentam sua resistência mecânica. Todas as queratinas associadas aos pelos são expressas na haste capilar, e alguns também são expressos em garras e unhas, na superfície queratinizada da língua, e dentro dos corpos de Hassall do timo.

## Tipo de pelos

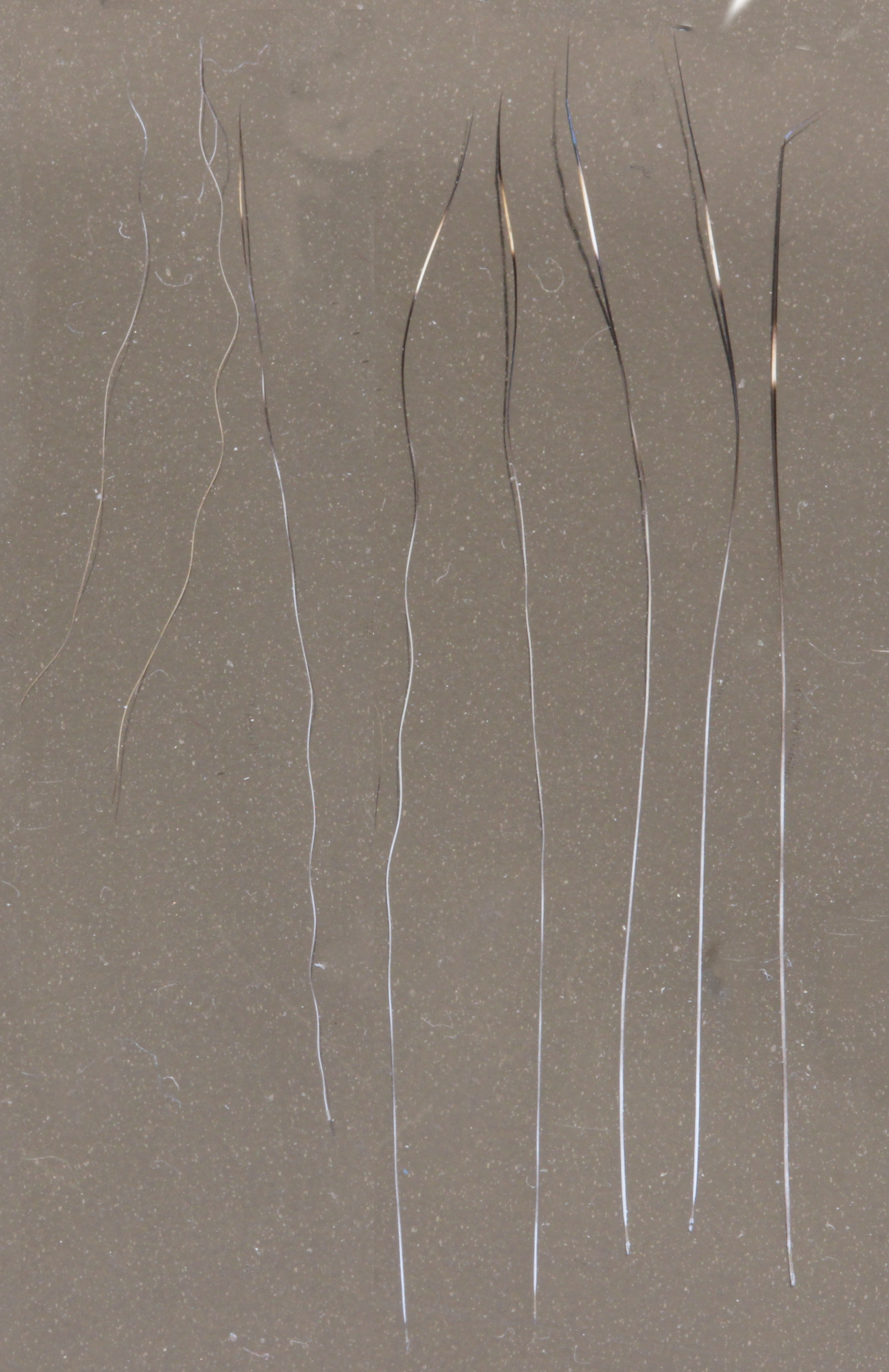
Down, awn e pelos de guarda de um gato doméstico

Existem diversos tipos de pelos, e os principais são a pelagem e as vibrissas. A pelagem, geralmente uma cobertura espessa de pelos que recobre todo o corpo, é composta por pelos de guarda e os inferiores mais próximos da pele. Os pelos de guarda, ásperos e maiores, são mais evidentes na superfície externa da pelagem. A pelagem inferior fica sob os pelos de guarda e, em geral, é muito mais fina e curta. 
Ambos funcionam em grande parte como forma de isolamento. Ademais, temos também os pelos secundários. Dos quais, temos três tipos principais: Auchene, ziguezague e awl. Em muitos casos, os pelos secundários formam um grande revestimento de pelos que possuem funções específicas dependendo da espécie. 
As vibrissas, que são encontradas na região facial e são comumente referidas como “bigodes”, são muito longas e duras. A estrutura folicular das vibrissas é diferente dos pelos da pelagem. O folículo vibrânico das vibrissas é circundado por grandes seios sanguíneos envoltos por uma cápsula de colágeno espessa. Ademais, vibrissas são vastamente inervadas por terminações nervosas sensoriais dos nervos trigêmeos. Já na maioria dos mamíferos marinhos, a pelagem inferior é reduzida ou inexistente, sendo evidentes apenas os pelos de guarda. Além disso, os pelos tem posição, ou seja, eles são assentados em uma direção particular, para resistir a choques. Ocorre uma exceção nas toupeiras, que não têm espaço ao seu redor e precisam voltar nos túneis que escavam. O pelo delas pode se inclinar para frente ou para trás sem muita diferença na posição. Também vale salientar que alguns pelos são altamente especializados. Por exemplo, os espinhos do porco-espinho são pelos rígidos especializados para a defesa.

## Funções
Os pelos são os principais constituintes do tegumento dos mamíferos. A principal função dos pelos certamente é a termorregulação. Os pelos também podem estar distribuídos pelo corpo do animal com uma especificidade regional para outras funções, tais como, comunicação, proteção contra a luz solar direta, percepção sensorial, camuflagem ou até atração sexual. Em humanos, os cabelos protegem contra os raios solares; as sobrancelhas impedem suor ou sujeiras da testa de cair no olhos; os pelos do ouvido retém partículas de sujeira, bactérias e insetos e ajudam a lubrificar o canal auditivo; nas narinas, são um filtro natural que limpa impurezas e nos impedem de inalar sujeiras e bactérias; nas axilas, diminuem a fricção e retém o suor para evitar que escorra, como acontece nas costas; e os pelos pubianos regulam a temperatura e previnem o desenvolvimento de bactérias, isso reduz a possibilidade de contrair infecções e doenças.
As vibrissas tem como principal função a sensorial, não qual possibilita sentir o ambiente imediato do animal. Além disso, o músculo eretor do pelo, uma faixa delgada de músculo liso ancorada na derme, está inserido no folículo e faz o pelo se eriçar em resposta ao frio, medo ou raiva. Ou seja, alguns animais também conseguem transmitir sensações através dos pelos.

## Origem

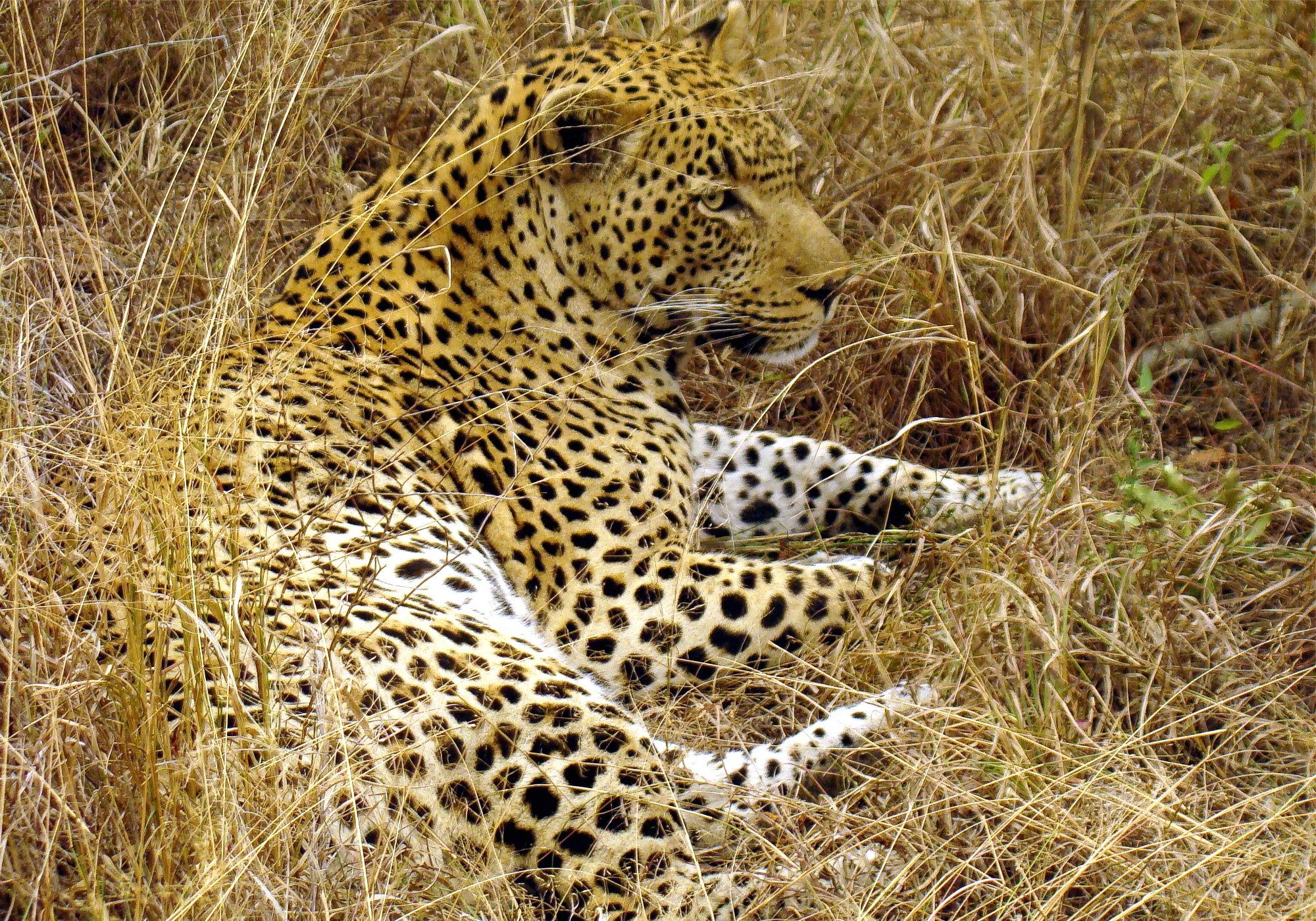
A coloração típica do Leopardo lhe provém camuflagem que permite que ele prepare emboscadas para atacar suas presas.

A origem e a história seletiva dos pelos não são tão claras. Os pelos não se fossilizam bem e, portanto, não são abundantes no registro fóssil. Por esse motivo, a evolução do tegumento dos mamíferos permanece em grande parte desconhecida. Acredita-se que tanto penas de aves como pelos de mamíferos evoluíram a partir de escamas epidérmicas queratinizadas em um ancestral reptiliano comum dos dois grupos. Infelizmente, no registro paleontológico, ainda não foram encontrado fósseis que nos informem sobre a história evolutiva que ocorreu entre as escamas reptiliana para os pelos dos mamíferos.
Ruben e Jones (2000), acreditam que entre a metade do Permiano ao início do Triássico, surgiram os primeiros répteis que podem ter desenvolvido um tegumento capaz, tanto de limitar a perda de água, como também de proporcionar proteção ao ambiente mais frio. Maderson (1972; 2003) levantou a hipótese de que os pelos surgiram de apêndices sensoriais reptilianos localizados nas articulações. Rowe (1988), por outro lado, hipotetiza que alguns sinapsídeos basais que continham espinhos alongados no dorso em forma de “vela” que acomodavam vasos sanguíneos, tais como, os da linhagem dos Pelicossauros, podem ter desenvolvidos pelos. E isso está ligado ao fato dessas “velas”, aparentemente, os auxiliar na regulação da temperatura corporal. Menos classicamente, também tem sido proposto que os pelos se originaram de estruturas queratinizadas cônicas inervadas de anfíbios basais, ou de um componente de um aparelho de glândula sebácea.
A linhagem de sinapsídeos, surgida no pensilvaniano há cerca de 310 milhões de anos, pode ter desenvolvido algum tegumento glandular em vez de escamas, com uma fina camada alfa-queratinizada adornada com saliências queratinizadas. Esse tegumento pode até ter apresentado algumas alfa-queratinas ricas em cisteína, precursoras das queratinas presente nos pelos de mamíferos atuais. Ao contrário dos répteis e aves que possuem alfa e beta-queratogênese, - na qual, as proteínas alfa-queratogênicas proporcionam uma barreira à perda de água, enquanto as proteínas beta-queratogênicas proporcionam rigidez mecânica à pele nesses grupos - nos terapsídeos basais, a linhagem que deu origem aos mamíferos, ocorreu a perda de tecido beta-queratogênico. A epiderme nesses grupos, contém proteínas alfa-queratogênicas, que é endurecida por proteínas ricas em histidina.
Além disso, os primeiros sinapsídeos podem ter desenvolvido tanto uma barreira lipídica fora da epiderme, semelhante aos atuais anfíbios que vivem em ambientes áridos, como alguns complexos lipídicos com alfa-queratinas do estrato córneo como nos mamíferos atuais, como um meio para reforçar a barreira contra a perda de água do tegumento. A partir disso, por aproximadamente 100 milhões de anos, os caracteres herdados desse ancestral sinapsídeo evoluiu na linhagem dos mamíferos. A descoberta na província de Liaoning, na China, de um mamífero jurássico Castorcauda lustrasimili com um halo de pelo ao redor do esqueleto, mostra que nesse período uma pelagem completa já tinha sido formada. Ademais, alguns autores interpretaram crânios com fossetas como evidência indireta de pelos nos terapsídeos. Porém, o crânio de alguns lagartos modernos com escamas tem fossetas similares e, naturalmente, os lagartos não têm pelos. Portanto, tais fossetas não são evidência conclusiva de pelos. Além disso, uma impressão cutânea especialmente bem preservada de Estemmenosuchus, um terapsídeo do Permiano Superior, não mostra evidência de pelos. A epiderme era lisa, sem escamas, e indiferenciada, embora suprida com glândulas. Em vida, é provável que a pele fosse mole e maleável.

## Evolução
Maderson (1972; 2003), postula que inicialmente um “proto-pelo” ancestral, certamente tinha uma função mecanossensorial que progressivamente foi sendo substituída para uma função termo-isolante e contribuiu principalmente para o comportamento termorregulatório que vemos em mamíferos atuais. Essas linhagens iniciais podem ter desenvolvido “proto-pelos” que se localizavam em locais determinados pelo corpo do animal. Esses “proto-pelos” poderiam ajudar a monitorar os dados sensoriais da superfície quando um animal se escondia de um inimigo ou para se abrigar do clima. Se a importância desse papel aumentou foram favorecidas hastes mais longas e talvez a evolução de estruturas que lembram vibrissas. Ao longo do tempo evolutivo, a multiplicação de proto-pelos pelo resto do corpo do animal pode ter sido causada por mutações que levaram ao aumento da densidade de pelos, o que auxiliou na proteção mecânica e no isolamento térmico desses animais.
Ademais, de acordo com esta proposta, certas mutações nas vias moleculares envolvidas no padrão de distribuição dos pelos resultaram na expansão das cerdas sensoriais por todo o corpo do animal. Essa proto-pelagem fornece proteção mecânica à epiderme alfa-queratogênica frágil, tornando a pele mais resistente à abrasão e permitiu que os Terapsídeos se movessem para novos nichos terrestres. Quando os mamíferos se mudaram para um nicho noturno, os proto-pelos começaram a desempenhar um papel importante no isolamento, auxiliando a endotermia. A partir de então, o fator isolante tornou-se o principal fator na evolução dos pelos. Essa teoria forneceu uma boa sugestão de que a termorregulação comportamental fosse inicial e que o isolamento fosse uma força secundária na evolução dos pelos. 

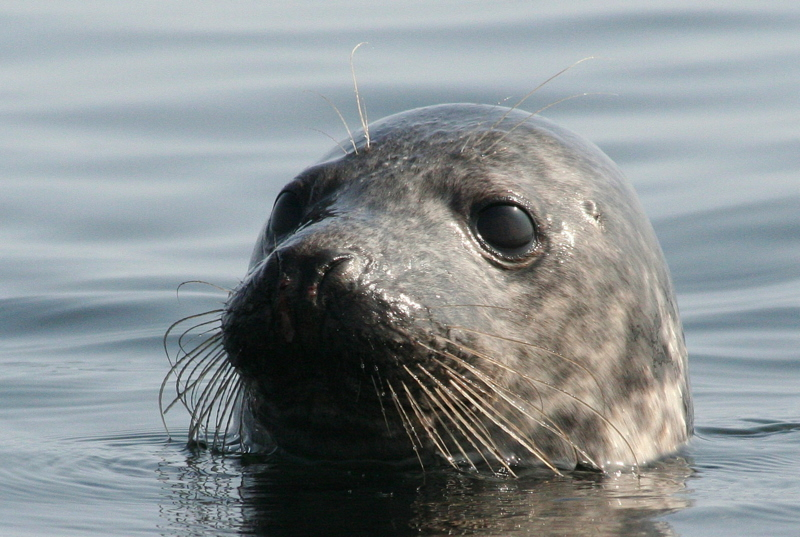
Detalhes da vibrissas de uma foca

Dhouailly e Sun (1989) propuseram um modelo alternativo. Na análise filiforme de papilas, eles descobriram que a superfície interna expressa queratina de pelos e a superfície externa expressa a queratina epidérmica. Ao comparar a topologia e os tipos de queratinas de escamas, cabelos e papilas filiformes, eles sugeriram que as invaginações na superfície interna da epiderme de escamas podem levar a uma transformação da estrutura de forma hemicilíndrica de escamas para uma estrutura mais completamente cilíndrica encontrada nos pelos. Essa progressão poderia ter sido a origem da novidade da evolução da invaginação do folículo piloso. Recentemente, as principais moléculas sinalizadoras da morfogênese capilar, são todas expressas durante a formação da papila lingual, corroborando a noção de que são anexos epiteliais que compartilham um pouco da história.
Uma recente hipótese complementar, baseada em observações dermatológicas de unidades pilo-sebáceas atuais, propuseram que os pelos evoluíram das glândulas sebáceas, com a haste do pelo servindo como uma superfície para a saída do produto da glândula à superfície da pele, fortalecendo a barreira contra a perda de água.